# Horatio (cràter)
Horatio és un petit cràter d'impacte lunar situat a la vall Taurus-Littrow. Els astronautes Eugene Cernan i Harrison Schmitt en recorregueren el contorn a bord del seu rover durant la missió Apollo 17 del 1972, però no s'hi detingueren.

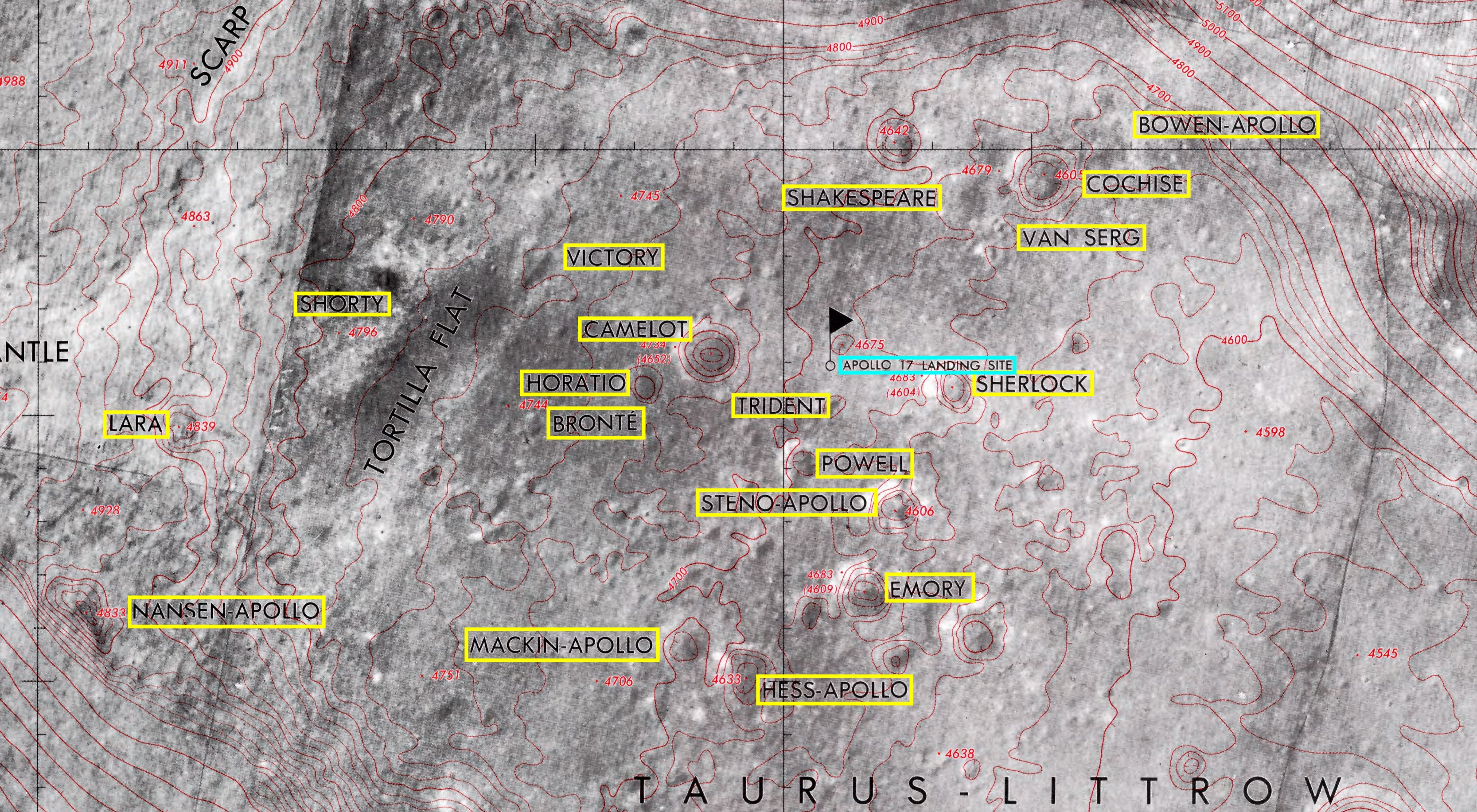
Localització d'Horatio (centre esquerra de la imatge)
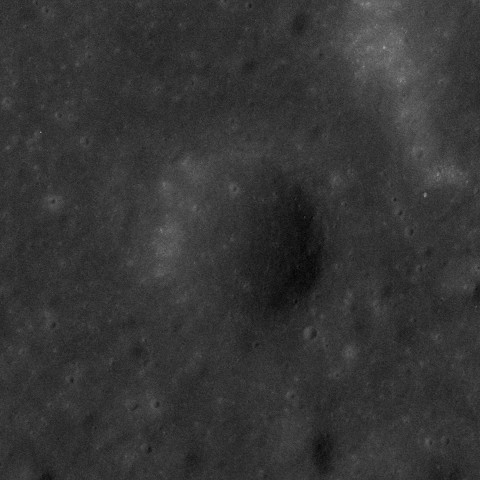
Imatge panoràmica des de Apollo 17

El cràter Camelot (més gran) se'n troba al nord-est. L'Estació Geològica 5 es troba a la vora sud de Camelot. Victory n'apareix al nord-oest, i Brontë al sud-oest.

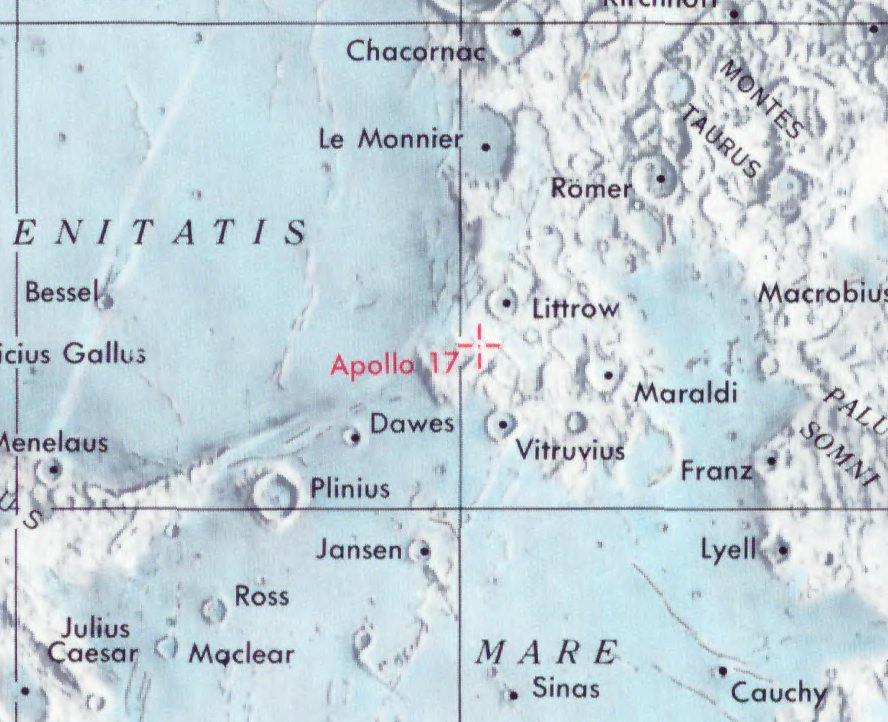
Lloc de l'allunatge de l'Apollo 17
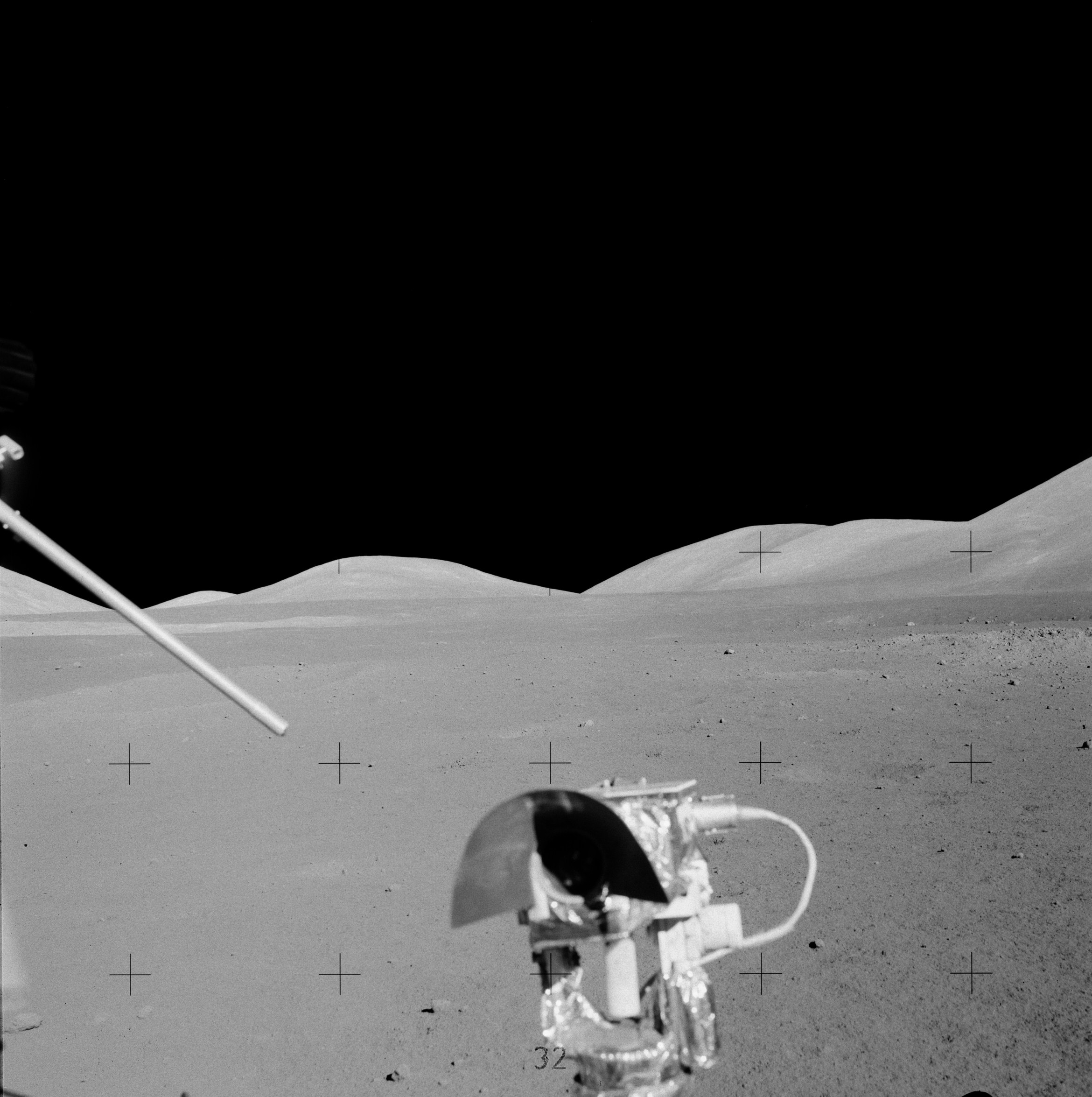
Foto presa des del rover mentre es dirigeix cap a l'oest des del lloc d'aterratge en direcció al Massís Sud. Una part d'Horatio probablement apareix a la dreta

## Denominació
El cràter fou nomenat pels astronautes en referència a Horatio Hornblower, un personatge fictici dels treballs de Cecil Scott Forester. La denominació té el seu origen en els topònims utilitzats al full a escala 1/50.000 de la Lunar Topophotomap amb la referència 43D1S1 Apollo 17 Landing Area.